# Aceros Arequipa
Corporación Aceros Arequipa S.A. es una empresa peruana dedicada a la producción y comercialización de acero. Es una de las principales empresas que abastece este material en el país. Es una empresa componente del índice S&P/BVL Perú General.

## Historia
La empresa fue fundada en 1964 en la ciudad de Arequipa, iniciando sus operaciones en 1966 con la producción y comercialización de perfiles y barras lisas de acero para la industria metal-mecánica, construcción y de carpintería metálica.
En 1983, inauguraron su segunda planta de laminación en la ciudad de Pisco, al sur de Lima, e incursionaron en la fabricación de barras corrugadas y alambrones de metal.
En 1988, la fusión con Laminadora del Pacífico permitió ampliar sus operaciones a la fabricación de acero en forma de palanquillas, materia prima para los productos laminados en caliente.
En 1996, invirtieron 16 millones de dólares en tecnología y pusieron en funcionamiento la planta de hierro esponja, en Pisco, para mejorar la calidad de sus aceros más finos y asegurar el abastecimiento oportuno del mercado.
En 1997, se fusiona con la empresa Aceros Calibrados S.A. a fin de ampliar su portafolio de productos. Producto de ello, se formaliza como Corporación Aceros Arequipa S.A. (CAASA).
En 2002, CAASA invirtió 9.5 millones de dólares en la automatización de la línea de laminación y la implementación de la planta de laminado en frío en Pisco.
En 2004, se realizó una inversión de 14.5 millones de dólares para la implementación de la nueva línea de producción de alambrón. Pocos meses después iniciaron el proyecto de conversión a gas natural y pusieron en funcionamiento la planta fragmentadora de acero reciclado.
En julio de 2007, concluyeron las obras que permitieron aumentar la capacidad de producción de la planta de Pisco. Esta primera etapa de ampliación, significó una inversión de más de 45 millones de dólares y permitió incrementar la capacidad de producción de 350 mil a 550 mil toneladas de acero anuales.
Para 2010 se produce 800,000 toneladas de acero líquido anuales, lo que convierte a la corporación como una de las productoras y exportadoras a nivel regional, cuyo principal objetivo es continuar satisfaciendo las necesidades del mercado nacional y regional, contribuyendo al desarrollo del Perú.
El año 2016 cambia de gerencia, y luego de despidos intempestivos y masivos, cierra la Planta de Arequipa.
En 2021 la empresa obtuvo el Índice de Sostenibilidad Dow Jones MILA más alto de Latinoamérica.

## Productos
Los productos y servicios más importantes que poseen son:
- Barras y perfiles
- Barras de construcción
- Alambrones y derivados
- Planchas y bobinas
- Barras y accesorios de fortificación
- Tubos
- Planchas especiales
- Asesoría geomecánica
- Acero dimensionado